# Виклиф (Охајо)
Виклиф (енгл. Wickliffe) град је у америчкој савезној држави Охајо.

## Демографија
По попису из 2010. године број становника је 12.750, што је 734 (-5,4%) становника мање него 2000. године.
| Група             | 2000.          | 2010.          |
| Белци             | 12.810 (95,0%) | 11.709 (91,8%) |
| Афроамериканци    | 384 (2,8%)     | 571 (4,5%)     |
| Азијати           | 106 (0,8%)     | 106 (0,8%)     |
| Хиспаноамериканци | 72 (0,5%)      | 154 (1,2%)     |
| Укупно            | 13.484         | 12.750         |